# Schlacht bei Manzikert
In der Schlacht bei Manzikert am 26. August 1071 besiegten die Seldschuken unter Sultan Alp Arslan bei Malazgirt das Heer Kaiser Romanos IV. und leiteten die türkische Ansiedlung in Anatolien ein.

## Vorgeschichte
Im Jahr 1046 gerieten die Byzantiner erstmals in militärischen Kontakt mit den Seldschuken, als diese die armenische Hauptstadt Ani erobern wollten. Der unter Kaiser Konstantin IX. ausgehandelte Waffenstillstand währte bis 1064. Im Jahr 1053 sah sich Konstantin aus finanziellen Gründen gezwungen, u. a. seine armenischen Truppen zu entlassen, so dass die Ostgrenze des Reiches nur noch unter schwachem Schutz stand. Insgesamt hatte die Vernachlässigung des Heeres für das Reich erhebliche Konsequenzen. Konstantin verlor den größten Teil des byzantinischen Italien – mit Ausnahme der Gegend um Bari – an die Normannen. Sultan Alp Arslan führte ab 1064 Raubzüge gegen die angrenzenden christlichen Staaten wie Armenien, Georgien und das Byzantinische Reich. Dabei eroberte er mehrere Festungen, unter anderem die Festung der armenischen Hauptstadt Ani, die Burg von Şavşat im heutigen Artvin, die Burg von Kars und Oltu in Erzurum. Im Jahre 1067 folgte die Eroberung des Rests von Armenien und von Caesarea. In die gleiche Zeit fiel die Verwüstung des Balkans durch die Petschenegen im Herbst 1064.

### Militärisches Vorgehen unter Romanos IV. Diogenes
Als Antwort auf die zunehmenden seldschukischen Raubzüge sah sich der kaiserliche Hof unter Kaiserin Eudokia, die seit dem Tod von Konstantin X. für ihren unmündigen Sohn Michael VII. regierte, dazu gezwungen, einen Militär an die Spitze zu setzen. Die Wahl fiel auf Romanos IV. Diogenes, der von Konstantin X. kurz vor seinem Tod noch unter dem Vorwurf der Teilnahme an einer Verschwörung zunächst zum Tode verurteilt und dann in die Verbannung geschickt worden war.
Nach seiner Heirat mit der Kaiserin wurde Romanos IV. am 25. Dezember 1067 zum Magistros und Stratelates ernannt. Er stellte sogleich eine Armee auf und brach Anfang 1068 zu seiner ersten Ostkampagne zur Sicherung der Front auf. In diesem Feldzug schloss er für seldschukische Plünderbanden den Zugang zur Region um Antiochia am Orontes durch die Einnahme der Stadt Hierapolis und des Forts Artha.
Im Februar 1071 schickte Romanos IV., der seit 1068 Mitkaiser von Michael VII. war, seine Gesandten zu Alp Arslan, um einen Friedensvertrag von 1069 zu erneuern und so die Nordflanke gegen weitere Angriffe der Seldschuken zu schützen. Alp Arslan stimmte dem Vertrag erfreut zu, brach seine Belagerung von Edessa ab und rüstete sich als Nächstes für einen Krieg gegen das Kernland der Fatimiden in Ägypten. Kurz darauf eroberte er Aleppo.
Romanos wollte die Gelegenheit nutzen, um gegen die muslimische Bedrohung seines Reiches im Osten aktiv vorzugehen. Er brach 1071 mit seiner Armee von Konstantinopel in den Osten auf, um in Armenien die bereits verlorenen Festungen zurückzuerobern, bevor die Seldschuken reagieren konnten. Als Alp Arslan, der Edessa (das heutige Şanlıurfa) belagerte, davon erfuhr, sammelte er seine Armeen und zog Romanos entgegen.

## Verlauf

Nach einem Friedensschluss mit Romanos IV. zogen die Seldschuken Richtung Ägypten. Als Alp Arslan in Aleppo vom Vormarsch byzantinischer Truppen zur Rückeroberung verlorener Gebiete in Armenien erfuhr, zog er nach Norden und traf nördlich des Vansees auf die Byzantiner.

Zum Verlauf der Schlacht gibt es von zwei zeitgenössischen byzantinischen Autoren unterschiedliche Beschreibungen:

### Die Version des Michael Attaleiates
Nach der Beschreibung des Michael Attaleiates, der selber an der Schlacht teilnahm, teilte Romanos IV. bei Theodosiopolis seine Armee in zwei Teile: Romanos befahl seinem General Joseph Tarchaneiotes, mit einem Teil der regulären Truppen und der Warägergarde gemeinsam mit den Petschenegen und den Franken nach Khliat zu ziehen. Romanos und der Rest der Armee marschierten nach Manzikert. Dadurch war die Armee in zwei Hälften von jeweils etwa 20.000 Mann geteilt. Es ist nicht sicher bekannt, was mit den Truppen des Tarchaneiotes geschah. Nach islamischen Quellen zerschlug Alp Arslan diese Armee. In den byzantinischen Quellen wird davon nichts erwähnt. Der Plan sah vor, dass die beiden Teile sich schnell unterstützen könnten, falls eine feindliche Armee käme.
Die Einnahme der Stadt Manzikert erfolgte fast kampflos und nach der Stationierung einer Garnison schlug die Armee ihr Lager in der Nähe auf. Erst zu diesem Zeitpunkt bekam Romanos IV. die Nachricht, dass eine große seldschukische Armee in der Nähe war und auf ihn zu marschierte. Dass Alp Arslan die Armee anführte, war Romanos IV. zu diesem Zeitpunkt nicht bekannt. Nachdem die Seldschuken nahrungssuchende byzantinische Einheiten angriffen, wurden Truppen unter Nikephoros Byrennios als Antwort ausgesandt. Beim darauffolgenden Scharmützel gab es keinen Gewinner. Die Forderung nach Verstärkung wurde jedoch anfangs von Romanos IV. verweigert. Die Seldschuken konnten durch die ganze Armee vertrieben werden. In der folgenden Nacht umritten sie jedoch das Lager der Byzantiner und beschossen es mit Pfeilen. Das Ziel dieser Aktion war es, die byzantinische Armee vom Wasser abzuschneiden. Am nächsten Tag lief die Hälfte der petschenegischen Söldner zu den Seldschuken über. Romanos IV. wollte zu diesem Zeitpunkt weiterhin auf die Verstärkung warten, bevor er eine Schlacht wagen würde. Am nächsten Tag begannen die Seldschuken Boten zu Friedensverhandlungen auszusenden. Dies wurde jedoch von den Generälen und Beratern des Kaisers als ein Spiel auf Zeit ausgelegt, woraufhin die Armee zur Schlacht aufgestellt wurde.
Die Seldschuken seien nach Attaleiates Bericht von dem Angriff so überrascht worden, dass sie flohen. Die Verfolgung der seldschukischen Truppen habe bis zur Abenddämmerung gedauert. Es ist sehr wahrscheinlich, dass der seldschukische Rückzug aus taktischen Gründen und somit geordnet geschah. Als Romanos IV. klar geworden sei, wie weit sich die Armee verteilt habe, ließ er seine Truppen zum Lager zurückkehren. Dieser Befehl sei von Teilen der Armee als ein Zeichen für den Tod des Kaisers missverstanden worden. Andronikos Dukas habe zudem dieses Gerücht weiter verbreitet. Die Seldschuken erkannten und nutzten die anschließende Panik und Verwirrung und gingen wieder zum Angriff über. Romanos IV., welcher nach Attaleiates die Truppen sammeln wollte, sei dabei eingekreist und im Kampf an der Schulter verletzt worden. Daraufhin sah er sich gezwungen, sich zu ergeben.

### Die Version des Nikephoros Bryennios
Nikephoros Bryennios, der Enkel oder Sohn des gleichnamigen Generals und Teilnehmers der Schlacht, beschreibt in seiner Chronographie eine herkömmliche Schlacht. Da Romanos IV. Diogenes die Taktik der Seldschuken und den erfolgreichen Einsatz von berittenen Bogenschützen gut kannte, wurde eine starke Reservetruppe unter das Kommando von Andronikos Dukas gesetzt, von wo aus er effektiver die Truppen hätte unterstützen können. Als die rechte Flanke der byzantinischen Armee kollabierte, soll Andronikos Dukas grundlos die Unterstützung verweigert und sich zurückgezogen haben. Romanos IV. soll daraufhin im Kampf umzingelt und gefangen genommen worden sein. Ob der Großteil der Armee mit dem Kontingent mit der Belagerung von Khilat beschäftigt war, wird in dieser Darstellung nicht beschrieben.
Kaiser Romanos selbst geriet in Gefangenschaft. Nach Valerian war er der zweite Kaiser in der römisch-byzantinischen Geschichte, dem dies widerfuhr. Das Aufgebot des byzantinischen Adels flüchtete, um der Familie Dukas zur Kaiserkrone zu verhelfen.

## Bedeutung und Folgen

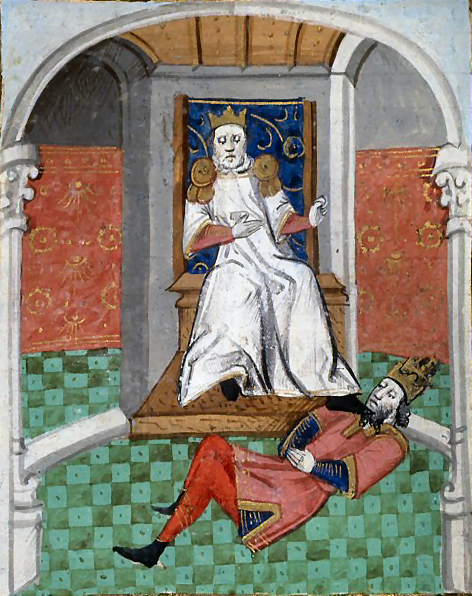
Alp Arslan demütigt Romanos IV. (Handschrift aus dem 15. Jahrhundert)

Die Schlacht von Manzikert 1071 ist eine wichtige Wegmarke in der byzantinischen und türkischen Geschichte. Von den kleinasiatischen Gebieten, die über Jahrhunderte seine Stärke begründet hatten, konnte Byzanz (nach der Rückeroberung des Westens sowie einiger Hafenstädte im Zuge des 1. Kreuzzugs, der eine mittelbare Folge der Schlacht darstellen sollte) im Laufe des späteren 12. Jahrhunderts kaum mehr als die Küstenregionen halten, wenn es auch unter Manuel I. Komnenos ein letztes Mal in die Offensive ging. Etwa ein Jahrhundert nach Manzikert besiegelte jedoch die Niederlage von Manuel I. in der Schlacht bei Myriokephalon gegen die Rum-Seldschuken das Ende aller Rückeroberungsversuche. Ab der Mitte des 13. Jahrhunderts wurde dann wegen des ständigen militärischen Drucks auf dem Balkan der Abwehrkampf im Osten schließlich ganz vernachlässigt.
Es ist in der modernen Forschung allerdings sehr umstritten, ob die türkische „Landnahme“ geplant war und ob Manzikert selbst überhaupt eine wirkliche Katastrophe darstellte. So war bereits Romanos IV. durch einen Staatsstreich an die Macht gelangt und daher nicht unumstritten. Alp Arslan hatte jedoch bereits mit dessen Vorgänger Konstantin X. eine Art Vertrag geschlossen. Alp Arslans Ziel war anfangs nicht Anatolien, sondern die Ausschaltung der Fatimiden. Durch die Offensive Romanos’ IV. überrascht, reagierte Alp Arslan mehr spontan als gezielt. Die Verluste der Byzantiner bei Manzikert werden zudem als insgesamt eher moderat eingeschätzt; der Großteil der byzantinischen Truppen hatte sich offenbar intakt absetzen können. Viele moderne Historiker meinen zudem, dass erst die Kosten des Feldzugs und die Lösegeldzahlungen die byzantinische Wirtschaft gelähmt und somit auch die militärische Widerstandskraft von Byzanz geschwächt haben. Vor allem aber gehen sie davon aus, dass erst der auf die Schlacht folgende innerbyzantinische Bürgerkrieg die Abmachung, die Romanos IV. nach der Schlacht mit Alp Arslan geschlossen hatte, unwirksam machte, weshalb die Seldschuken ihren Vormarsch fortgesetzt hätten, wobei die innerbyzantinischen Kämpfe ihnen die schrittweise Besetzung Inneranatoliens ermöglicht hätten, die zuvor gar nicht das Ziel Alp Arslans gewesen sei.